# العصور الوسطى العليا
بدأت العصور الوسطى العليا تقريبًا في العام 1000، واستمرت نحو ثلاثمئة سنة حتى عام 1300، والتي كانت تمثل فترة من التاريخ الأوروبي. سبقت هذه الفترة فترةُ العصور الوسطى المبكرة، وتلتها فترة أواخر العصور الوسطى معلنةً نهاية هذا العصر في عام 1500 (وفقًا للمواثيق التأريخية).
شملت التوجهات التاريخية الرئيسية في فترة العصور الوسطى العليا التزايد السكاني الهائل والسريع، الأمر الذي أحدث تغييرًا اجتماعيًا وسياسيًا كبيرًا عن العصر الذي سبقه، وشملت النهضة في القرن الثاني عشر، بما في ذلك أولى التطورات في الهجرة القروية والتحضر. أدى هذا النمو السكاني الهائل إلى نمو الاقتصاد الأوروبي إلى حد كبير بحلول عام 1250، حيث بلغ مستوياتٍ لم تكن لتظهر مرة أخرى في بعض المناطق حتى القرن التاسع عشر. توقفت قرون النمو والازدهار في أوروبا مع تأثر أهم عناصرها -النمو السكاني- بسلسة من الكوارث في أواخر العصور الوسطى، لعل أبرز هذه الكوارث كان مرض الطاعون (الموت الأسود) الذي تسبب في موت ثلث سكان القارة، بل وأيضًا ما شهدته من حروب وركود اقتصادي.
شهدت أوروبا آخر الغزوات الهمجية (البربرية) نحو عام 780، لتصبح من بعدها أكثر تنظيمًا من الناحية الاجتماعية والسياسية. حفز عصر النهضة الكارولنجية كلًا من النشاط العلمي والفلسفي على النهوض في شمال أوروبا، وبدأت أولى الجامعات العمل في بولونيا، وباريس، وأكسفورد، وسامانكا، وكامبريدج، ومودينا. اتخذت شعوب الفايكنغ من الجزر البريطانية وفرنسا أرضًا لتستقر فيها بالإضافة إلى أماكن أخرى، حيث بدأت الممالك المسيحية في الشمال بالتطور في أوطانها الإسكندنافية. ومع توقف التوسع المجري في القرن العاشر، أصبحت مملكة المجر المسيحية دولة معترفًا بها في أوروبا الوسطى، وتكوّن تحالفات مع القوى الإقليمية، كان ذلك بحلول عام 1000. توقفت عمليات التوغل البدوية الرئيسية في القرن الثالث عشر باستثناءٍ قصير لغزوات المغول. أفسحت الإمبراطورية البيزنطية تحت حكم السلالة المقدونية و«الكومنينيونية» بقوتها المجال تدريجيًا أمام إحياء صربيا وبلغاريا وقيام دولة صليبية وريثة (1204 وحتى 1261)، الأمر الذي قاوم تهديدات السلاجقة الأتراك المستمرة في آسيا الصغرى.
بدأ سكان شمال جبال الألب في القرن الحادي عشر بالاستيطان بشكل مكثف أكثر، مُستهدفين أراضي «جديدة»، وعادت بعض المناطق إلى البرية بعد نهاية الإمبراطورية الرومانية الغربية. وفي ما يُعرف بـ«المساحات الشاسعة»، قام الأوروبيون بحراثة وزرع بعض الغابات والسَبَخات الشاسعة التي تقع في جزء كبير من أنحاء القارة، لكن وفي الوقت نفسه، انتقل المستوطنون إلى ما هو أبعد من الحدود التقليدية لإمبراطورية الفرنجة؛ إلى حدود جديدة وراء نهر «إلبه»، الأمر الذي ضاعف حجم ألمانيا بهذه العملية إلى ثلاثة أمثاله. دعت الكنيسة الكاثوليكية -التي بلغت ذروة قوتها السياسية في ذلك الوقت- الجيوش من جميع أنحاء أوروبا إلى سلسلة من الحملات الصليبية ضد السلاجقة الأتراك. احتل الصليبيون على إثرها الأراضي المقدسة، وأسسوا الدول الصليبية في بلاد الشام. أدت حروب أخرى إلى مزيد من الحملات سُميت بالحملات الصليبية الشمالية. استولت الممالك المسيحية على جزء كبير من شبه الجزيرة الأيبيرية، التي كان يحكمها المسلمون، وغزا «النورمانديون» شمالًا باتجاه الجنوب الإيطالي، حيث التزايد في التعداد السكاني.
أنتجت القرون الوسطى العليا أنواعًا مختلفة من الأعمال الفكرية والروحية والفنية. شهد ذلك العصر أيضًا نهوضًا للنزعة العرقية، التي تحولت في وقت لاحق إلى قوميات مدنية حديثة في معظم أنحاء أوروبا، ونهوضًا للمدن الإيطالية الكبرى، بالإضافة إلى الحضارة الأندلسية الإسلامية وسقوطها في وقت لاحق. أدى اكتشاف أعمال أرسطو في بادئ الأمر عبر الفلسفة اليهودية والإسلامية في القرون الوسطى، وبطريقة غير مباشرة، إلى قيام كلٍ من موسى بن ميمون، وابن سينا، وابن رشد، وتوما الأكويني، ومفكرين آخرين في تلك الفترة بتوسيع نطاق الفكر السكولاستي (المدرسي أو المكتبي)، مزيج من الإيديولوجيات اليهودية الإسلامية والكاثوليكية والفلسفة القديمة. ظلت القسطنطينية في أغلب هذه الفترة المدينة الأكثر اكتظاظًا بالسكان في أوروبا، وبلغ الفن البيزنطي ذروته في القرن الثاني عشر. في مجال الهندسة المعمارية، بُني العديد من الكاتدرائيات القوطية خلال تلك الفترة أو استُكملت.
بدأت أزمة العصور الوسطى في بداية القرن الرابع عشر والتي كانت نهاية هذه الفترة.

## الأحداث التاريخية والسياسية

### بريطانيا العظمى وأيرلندا
أسفر الغزو النورماندي في إنجلترا عام 1066 عن مملكة تحت حكم طبقة من النبلاء الناطقين بالفرنسية. دخل النورمانديون أيرلندا بالقوة عام 1169، وسرعان ما أسسوا أنفسهم في مختلف أنحاء البلاد، رغم أن حِصنهم الأساسي كان في الجنوب الشرقي من البلاد. على نحو مماثل، أُخضعت اسكتلندا وويلز في ذات الوقت تقريبًا، رغم أن اسكتلندا قد أكدت استقلالها في وقت لاحق. ظلت ويلز تحت حكم الأمراء الوطنيين المستقلين، حتى وفاة «ليولين أب غروفيد» في عام 1282. تأسست خزانة الدولة في القرن الثاني عشر تحت حكم الملك هنري الأول وعقدت البرلمانات الأولى. وقع الملك جون على «الوثيقة العظمى» لتُصبح قانونًا يُقيّد سلطة الملوك الإنجليز، وذلك بعد خسارة النورمانديين عام 1215.

### إسبانيا والبرتغال وإيطاليا
احتل الموريون جزءًا كبيرًا من شبه الجزيرة الأيبيرية بعد عام 711، رغم أن الجزء الذي في أقصى الشمال كان مُقسمًا بين عدة دول مسيحية. أخرجت الممالك المسيحية في الشمال المسلمين تدريجيًا من وسط أيبيريا وجنوبها في القرن الحادي عشر، ومرة أخرى في القرن الثالث عشر.
نمَت دول المدن المُستقلة في إيطاليا عبر التجارة البحرية الشرقية، حيث كانت كل من بيزا وأمالفي وجنوة وفينسيا (البندقية) دولةً ثالاسوقرطية (أي الدول التي تُسيطر على الأقاليم البحرية، أو ما يُعرف بالإمبراطوريات البحرية).

### إسكندنافيا
كانت الممالك الإسكندنافية منذ منتصف القرن العاشر وحتى منتصف القرن الحادي عشر موحدةً وتتبع الديانة المسيحية، الأمر الذي أدى إلى إنهاء هجمات شعب الفايكنغ، وذهب الكثير منهم للانخراط في السياسة الأوروبية. بسط ملك الدنمارك كنوت العظيم حكمه على كل من إنجلترا والنرويج حتى وفاته في عام 1035، لتنتهي الهيمنة الدانماركية في المنطقة مع الهزيمة التي أٌلحقت بالملك فلاديمار الثاني عام 1227. وسعت النروج من الناحية الأخرى نطاق ممتلكاتها على ضفتي بحر البلطيق. بيد أن النفوذ النرويجي بدأ بالانخفاض فعلًا، في الفترة ذاتها التي اتسمت بمعاهدة بيرث لعام 1266. بالإضافة إلى اندلاع الحروب الأهلية في النرويج في عام 1130 وحتى عام 1240.

### فرنسا وألمانيا
مع بداية فترة العصور الوسطى العليا، كانت الإمبراطورية الكارولنجية قد قُسمت واستُبدل بها ممالك وريثة ومنفصلة تُدعى فرنسا وألمانيا، حتى وإن لم تكن بحدودها الحديثة. كانت ألمانيا تحت راية الإمبراطورية الرومانية المقدسة، التي بلغت أعلى درجات الوحدة والقوة السياسية.

### جورجيا
نمَت مملكة جورجيا بقوة أثناء الحكم الناجح لملكها ديفيد الرابع بين عامي 1089-1125، وطردت الإمبراطوريةَ السلجوقية من أراضيها. اعتُبر النصر الحاسم الذي حققه الملك ديفيد في معركة ديدجوري عام 1121 ضد السلاجقة الأتراك بداية العصر الذهبي الجورجي، كونها أسفرت عن استعادة جورجيا عاصمتها المسلوبة تبليسي. واصلت الملكة تامار، حفيدة الملك ديفيد، صعودها المستمر، إذ نجحت في تحييد المعارضة الداخلية والشروع في سياسة خارجية نشطة، مُستعينة بالضعف والانحدار المتزايد لأعدائها من السلاجقة الأتراك. وتمكنت من التأسيس على النجاحات التي حققها أسلافها في تعزيز إمبراطورية كانت تُهيمن على أراضٍ شاسعة ممتدة من جنوب روسيا -التي نعرفها الآن- على البحر الأسود وصولًا إلى بحر قزوين، وذلك بالاعتماد على نُخبة قواتها العسكرية.